# Milagros Cisneros
Milagros Lucía Cisneros (Córdoba, provincia de Córdoba, Argentina, 2 de agosto del 2000) es una futbolista argentina que se desempeña como lateral derecho en Belgrano de la Primera A.

## Trayectoria
Cisneros comenzó su carrera en Talleres, club en el que jugó por 5 años. Dejó el equipo de Las Matadoras tras haber convertido 28 goles, a pesar de jugar en la posición de lateral.
Se sumó a las filas de Belgrano cuando este entró a los torneos nacionales. Con Las Piratas logró el ascenso a Primera B y luego a Primera División. También trabaja en el área de atención al público del Celeste.

## Selección nacional
Recibió su primera convocatoria a la Selección Argentina sub-17 junto con sus compañeras de Talleres Valentina Mansilla y Shirley Sosa. En 2019 y 2020 también fue citada a la Selección sub-20, mientras aún jugaba para el club albiazul.

## Clubes
| Club     | País      | Año           |
| -------- | --------- | ------------- |
| Talleres | Argentina | 2016-2020     |
| Belgrano | Argentina | 2021-presente |